# Liste der denkmalgeschützten Objekte in Krummnußbaum
Die Liste der denkmalgeschützten Objekte in Krummnußbaum enthält die denkmalgeschützten, unbeweglichen Objekte der Gemeinde Krummnußbaum.

## Denkmäler
| Foto |                 | Denkmal                                                           | Standort                                  | Beschreibung | Metadaten |
| ---- | --------------- | ----------------------------------------------------------------- | ----------------------------------------- | --- | --- |
| ja   | Datei hochladen | Wegkapelle mit Marienfigur HERIS-ID: 78612 Objekt-ID: 92276       | Standort KG: Diedersdorf                  | | BDA-Hist.: Q38152490 Status: § 2a Stand der BDA-Liste: 2025-06-30 Name: Wegkapelle mit Marienfigur GstNr.: 250/1                                                      |
| ja   | Datei hochladen | Rathaus, urspr. Villa Podruschka HERIS-ID: 78587 Objekt-ID: 92249 | Rathausstraße 8 Standort KG: Krumnußbaum  | Die 1895 errichtete Villa Podruschka wurde 1913 als Rathaus adaptiert. | BDA-Hist.: Q38152426 Status: § 2a Stand der BDA-Liste: 2025-06-30 Name: Rathaus, urspr. Villa Podruschka GstNr.: 1442/1                                               |
| ja   | Datei hochladen | Kath. Filialkirche hl. Nikolaus HERIS-ID: 83587 Objekt-ID: 97614  | Holzern 7, neben Standort KG: Krumnußbaum | Die Filialkirche bei Holzern (Patrozinium: hl. Nikolaus), im Volksmund auch Rosskircherl genannt, wurde in der ersten Hälfte des 15. Jahrhunderts in gotischem Stil errichtet und 1451 erstmals urkundlich erwähnt. Im Chor befinden sich Glasmalereien aus der Bauzeit. Der achteckige Aufsatz des Kirchturms wird auf das 17. Jahrhundert datiert. | BDA-Hist.: Q38180909 Status: § 2a Stand der BDA-Liste: 2025-06-30 Name: Kath. Filialkirche hl. Nikolaus GstNr.: .137 Filialkirche hl. Nikolaus (Krummnußbaum-Holzern) |